# Liu Wanting
Liu Wanting (chiń. 刘婉婷; ur. 16 lutego 1989 w Pekinie) – chińska tenisistka.
W przeciągu kariery wygrała dwanaście turniejów deblowych rangi ITF. 30 lipca 2007 zajmowała najwyższe miejsce w rankingu singlowym WTA Tour – 310. pozycję, natomiast 8 października 2012 osiągnęła najwyższą lokatę w deblu – 110. miejsce.

## Finały turniejów WTA
| Legenda                     | Legenda |
| --------------------------- | ------- |
| Wielki Szlem                |         |
| Igrzyska olimpijskie        |         |
| WTA Tour Championships      |         |
| 2009 – 2020                 |         |
| WTA Premier Mandatory       |         |
| WTA Premier 5               |         |
| WTA Premier                 |         |
| WTA International Series    |         |
| WTA 125K series (2012–2020) |         |

### Gra podwójna
| Końcowy wynik | Nr | Data             | Turniej | Nawierzchnia | Partnerka  | Przeciwniczki               | Wynik finału |
| ------------- | -- | ---------------- | ------- | ------------ | ---------- | --------------------------- | ------------ |
| Finalistka    | 1. | 19 września 2010 | Kanton  | Twarda       | Han Xinyun | Edina Gallovits Sania Mirza | 5:7, 3:6     |

## Wygrane turnieje rangi ITF
| turnieje z pulą nagród 100 000 $ |
| turnieje z pulą nagród 75 000 $  |
| turnieje z pulą nagród 50 000 $  |
| turnieje z pulą nagród 25 000 $  |
| turnieje z pulą nagród 15 000 $  |
| turnieje z pulą nagród 10 000 $  |

### Gra podwójna
|     | Data       | Turniej       | Naw.          | Partnerka     | Przeciwniczki                                  | Wynik             |
| 1.  | 20/02/2006 | Melilla       | Twarda        | Sun Shengnan  | Sara Del Bario Aragon Sabrina Mendez Dominguez | 6:4, 6:0          |
| 2.  | 01/08/2006 | Changsha      | Twarda        | Chen Yanchong | Xia Huan Xu Yifan                              | 6:3, 6:3          |
| 3.  | 26/03/2007 | Hajdarabad    | Twarda        | Chen Yi       | Cho Jeong-a Kim Ji-young                       | 6:4, 6:1          |
| 4.  | 22/10/2007 | Hamanako      | Dywanowa      | Lu Jingjing   | Chae Kyung-yee Mitsuko Ise                     | 6:1, 6:2          |
| 5.  | 04/01/2010 | Quanzhou      | Twarda        | Zhou Yimiao   | Julija Bejhelzimer Yan Zi                      | 6:1, 6:2          |
| 6.  | 29/03/2010 | Nankin        | Twarda        | Zhao Yijing   | Lu Jiaxiang Xi Li                              | 6:0, 6:4          |
| 7.  | 10/05/2010 | Tanjung Selor | Twarda (hala) | Zhang Ling    | Noppawan Lertcheewakarn Jessy Rompies          | 7:6(5), 6:3       |
| 8.  | 03/01/2011 | Quanzhou      | Twarda        | Sun Shengnan  | Julija Bejhelzimer Oksana Kalasznikowa         | 6:3, 6:2          |
| 9.  | 22/08/2011 | Saitama       | Twarda        | Liang Chen    | Akari Inoue Ayumi Oka                          | 6:3, 5:7, 6:2     |
| 10. | 21/05/2012 | Changwon      | Twarda        | Xu Yifan      | Yang Zhaoxuan Zhang Kailin                     | 6:4, 7:5          |
| 11. | 18/06/2012 | Goyang        | Twarda        | Sun Shengnan  | Nicha Lertpitaksinchai Peangtarn Plipuech      | 6:7(1), 6:3, 10-7 |
| 12. | 30/07/2012 | Pekin         | Twarda        | Sun Shengnan  | Chan Chin-wei Han Xinyun                       | 5:7, 6:0, 10-7    |
| 13. | 29/04/2013 | Seul          | Twarda        | Yang Zhaoxuan | Chan Chin-wei Zhang Nannan                     | 6:2, 6:2          |